# Arena Kombëtare
A Arena Kombëtare (em português: Arena Nacional) ou Air Albania Stadium, por razões de direitos de nome, é um estádio multiuso localizado em Tirana, capital da Albânia. Inaugurado oficialmente em 17 de novembro de 2019, é a casa da Seleção Nacional da Albânia e costuma sediar as finais da Copa da Albânia e Supercopa da Albânia, além de outras atividades esportivas e culturais.

## Histórico
O estádio encontra-se localizado no mesmo local em que esteve construído o antigo Estádio Qemal Stafa, demolido em junho de 2016. Neste mesmo ano, o primeiro-ministro da Albânia, Edi Rama, anunciou sua construção, cujo orçamento original estaria próximo de 60 000 000 €, dos quais 10 000 000 € seriam doados pela UEFA e os 50 000 000 € restantes seriam obtidos através de investidores do setor privado. Entretanto, diante da necessidade de inclusão de recursos aditivos na planilha de custos durante a execução das obras, o orçamento final do novo estádio alcançou a marca de 85 000 000 €, quase 42% a mais do que previa o orçamento original.

## Infraestrutura
Seu projeto foi feito por Marco Casamonti, do escritório de arquitetura italiano Archea Associati, com custo estimado é de cerca de 60 milhões de euros na construção. Com capacidade de 21 690 espectadores, é o maior estádio em capacidade da Albânia.
Uma torre de 112 metros com um hotel Mariott de 80 quartos e 256 vagas de estacionamento subterrâneo também fazem parte do complexo. Seu nome passou a ser Air Albania Stadium após a companhia aérea Air Albania adquirir os direitos de nome por cinco anos.

## Jogo inaugural
A primeira partida, válida para as eliminatórias da Euro 2020, foi disputada entre as seleções masculinas da Albânia e da França em 17 de novembro de 2019, com a presença do presidente da UEFA, Aleksander Čeferin, e do Primeiro-ministro da Albânia, Edi Rama e shows de artistas albaneses.
| 17 de novembro de 2019 | Albânia | 0 – 2     | França                     |                                                         |
| 20:45                  |         | Relatório | Tolisso 9' · Griezmann 30' | Público: 19 228 espectadores Árbitro: SVN Slavko Vinčić |

## Partidas importantes
Em 3 de dezembro de 2021, a UEFA selecionou o estádio para abrigar a final da primeira edição da Liga Conferência da UEFA. A final aconteceu em 25 de maio de 2022. A Roma venceu o Feyenoord por 1–0, sagrando-se campeã pela primeira vez justamente na primeira edição da competição.
| 25 de maio de 2022 | Roma        | 1 – 0     | Feyernoord |                                                         |
| 20:00              | Zaniolo 32' | Relatório |            | Público: 19 597 espectadores Árbitro: ROU Istvan Kovacs |